# Taktika volčjih krdel
Taktika volčjih krdel (nemško: Rudel Taktik angleško:  Wolfpack Tactics) je bila revolucionarna pomorska bojna taktika iz druge svetovne vojne s svojimi koreninami v prvi svetovni vojni. Taktiko je v Kriegsmarine konec leta 1941 uvedel in tudi izpopolnil admiral Karl Dönitz. Izdelana je bila posebej za napade na konvoje ladij.
Taktika je potekala na naslednji način. V smeri pričakovanega konvoja so bile podmornice razporejene v liniji. Razdalja med posameznimi podmornicami je bila 50 km, kar pa zaradi slabega vremeni ni bilo vedno mogoče. Tako razporejene podmornice so v prostranem Atlantiku lažje našle iskani konvoj. Ko je kaka podmornica odkrila konvoj in ugotovila njegov položaj, hitrost in smer plovbe, je te podatke sporočila v Donitzovo poveljstvo, kjer so poskrbeli za koordinacijo napada.
Poveljstvo je nato organiziralo napad in vsem podmornice v bližini konvoja ukazalo naj se zberejo na določenem območju in se pripravijo za napad. Podmornice so nato zasledovale konvoj in čakale na primeren trenutek za napad. Ključnega pomene pri napadu je bilo presenečenje. Podmornice so napad izvajale usklajeno ter so med seboj in s poveljstvom v Franciji komunicirale preko mornariške ENIGME. Napad je po navadi potekal z več strani kar je ladje v konvoju še bolj zmedlo. Nekateri bolj drzni poveljniki so s svojimi podmornicami med napadom zapluli v središče konvoja in tam torpedirali svoje žrtve. Napadi so lahko potekali tudi več dni hkrati. Zaradi varnosti so napadi dostikrat potekali v jutranjem ali večernem mraku, ko je bila vidljivost slaba.
Taktiko volčjih krdel so uporabljali tudi Američani na Tihem oceanu proti Japoncem. Taktika ni bila tako izpopolnjena kot nemška. Krdelo podmornic je bilo sestavljeno minimalno iz treh podmornic, ki jim je poveljeval najizkušenejši kapitan med vsemi. Podmornice so po navadi plule skupaj, njihova taktika napada na sovražnika pa je bila dogovorjena še preden so zapustile pristanišče.